# Prisión de Ocaña
El Centro Penitenciario Ocaña I, conocido históricamente como prisión de Ocaña, es un centro penitenciario de la Secretaría General de Instituciones Penitenciarias de España, ubicado en el término municipal de Ocaña  (Toledo) España. En la actualidad es considerada una de las prisiones más antiguas de España. Junto a Ocaña I se construyó el Centro Penitenciario Ocaña II con 349 celdas.

## Historia
Las instalaciones fueron inauguradas en 1883, funcionando durante sus primeros años como una prisión para presos comunes. Desde su entrada en funcionamiento adquirió un papel relevante. En 1914 fue reformado y reconvertido en un reformatorio para adultos. Durante la Guerra civil sería transformado por los republicanos en un hospital militar, destinado a atender a los heridos del frente. Tras el final de la contienda volvió a ser empleada como una prisión. Durante los años de la Dictadura franquista se convirtió en una de las prisiones más grandes de España, habiendo llegado a albergar a más de 15 000 presos. Cuenta con 336 celdas.

## La prisión de Ocaña en la cultura popular
La prisión de Ocaña se encontraba y se encuentra situado en la antigua carretera nacional IV conocida como carretera de Andalucía. Allí tuvo lugar el famoso concierto de los Chichos en 1985 como petición de "El Vaquilla", que había estado allí. En el habla popular se denominaba "el penal de Ocaña". Desde la carretera se observaban las ventanas de las celdas y  la ropa de estos.